# “残響リファレンス”TOUR in YOKOHAMA ARENA
「“残響リファレンス"TOUR in YOKOHAMA ARENA」（ざんきょうリファレンス ツアー イン よこはま アリーナ）は、2012年5月30日に発売した、日本のロックバンドONE OK ROCKの3枚目の映像作品（DVD：AZBS-1009、Blu-ray Disc：AZXS-1001）。

## 解説
『ONE OK ROCK 2011-2012“残響リファレンス”TOUR』のうち、2012年1月に行われた横浜アリーナ公演から全22曲が収録されている。また、約2カ月半に及ぶツアーの全公演に密着した60分を超えるツアードキュメントも収録されている。
DVDは2枚組、Blu-ray Discは1枚組で構成されている。
初回プレス分には、「『“残響リファレンス”TOUR in YOKOHAMA ARENA』ロゴステッカー」が封入されている。

## 収録曲
※「世間知らずの宇宙飛行士」と「Mr.現代speaker」の間にはinstrumentalが収録されている。

### DVD
DISC1
1. LOST AND FOUND
2. 皆無
3. 未完成交響曲
4. じぶんROCK
5. Re:make
6. 世間知らずの宇宙飛行士
7. Mr.現代Speaker
8. アンサイズニア
9. カゲロウ
10. Wherever you are
11. エトセトラ
12. カラス
13. Pierce
14. C.h.a.o.s.m.y.t.h.
15. Liar
16. Let's take it someday
17. Rock,Scissors,Paper
18. NO SCARED
19. 恋ノアイボウ心ノクピド
20. 完全感覚Dreamer
21. Nobody's Home
22. キミシダイ列車

DISC2
1. Tour Documentary

### Blu-ray Disc
1. LOST AND FOUND
2. 皆無
3. 未完成交響曲
4. じぶんROCK
5. Re:make
6. 世間知らずの宇宙飛行士
7. Mr.現代Speaker
8. アンサイズニア
9. カゲロウ
10. Wherever you are
11. エトセトラ
12. カラス
13. Pierce
14. C.h.a.o.s.m.y.t.h.
15. Liar
16. Let's take it someday
17. Rock,Scissors,Paper
18. NO SCARED
19. 恋ノアイボウ心ノクピド
20. 完全感覚Dreamer
21. Nobody's Home
22. キミシダイ列車
23. Tour Documentary

## ONE OK ROCK 2011-2012“残響リファレンス”TOUR
『ONE OK ROCK 2011-2012“残響リファレンス”TOUR』（ワン オク ロック 2011 2012 ざんきょうリファレンス ツアー）は、ONE OK ROCKが2011年秋から2012年冬に開催した全国ツアー。
2011年10月5日に発売した5thアルバム『残響リファレンス』を引っさげて開催された。
2012年1月21日と同年1月22日の横浜アリーナ公演は、『ONE OK ROCK 2011-2012“残響リファレンス”TOUR YOKOHAMA ARENA SPECIAL FINAL』と銘打って開催され、2日間で約2.4万人を動員した。

### 日程[4]
| 公演日         | 都道府県 | 会場               |
| -------------- | -------- | ------------------ |
| 2011年11月4日  | 愛知県   | Zepp Nagoya        |
| 2011年11月5日  | 愛知県   | Zepp Nagoya        |
| 2011年11月8日  | 東京都   | Zepp Tokyo         |
| 2011年11月9日  | 東京都   | Zepp Tokyo         |
| 2011年11月15日 | 大阪府   | Zepp Osaka         |
| 2011年11月16日 | 大阪府   | Zepp Osaka         |
| 2011年11月20日 | 福岡県   | Zepp Fukuoka       |
| 2011年11月21日 | 広島県   | 広島CLUB QUATTRO   |
| 2011年11月27日 | 北海道   | Zepp Sapporo       |
| 2011年12月4日  | 沖縄県   | 桜坂セントラル     |
| 2011年12月9日  | 香川県   | 高松オリーブホール |
| 2011年12月11日 | 石川県   | 金沢EIGHT HALL     |
| 2011年12月12日 | 新潟県   | 新潟LOTS           |
| 2011年12月14日 | 宮城県   | Zepp Sendai        |
| 2012年1月21日  | 神奈川県 | 横浜アリーナ       |
| 2012年1月22日  | 神奈川県 | 横浜アリーナ       |